# Club Baloncesto Gran Canaria
El Club Baloncesto Gran Canaria és un equip de bàsquet de Las Palmas de Gran Canaria, Illes Canàries. Va ser fundat l'any 1963 i actualment juga a la Lliga ACB.

## Història
L'actual Club Baloncesto Gran Canària va néixer l'any 1963 dins del Col·legi Claret i durant molts anys va jugar amb el nom d'aquesta entitat. Després dels bons resultats en les competicions escolars, es va decidir federar l'equip que va passar a integrar-se a la Segona Divisió.
Fins a l'any 1984, el seu primer equip militaria en aquesta categoria i és aquest mateix any quan es decideix confeccionar uns estatuts propis per tenir personalitat jurídica independent. Aquests estatuts són aprovats el 22 de maig de 1985 i el club passa a denominar-se Claret Club de Baloncesto.
Durant la temporada 84/85 s'aconsegueix l'ascens a la lliga ACB, sota la denominació de Claret Bofill i jugant els seus partits al Pavelló Municipal de Tamaraceite, debuta a la màxima categoria que no pot conservar baixant de nou a la Primera Divisió B. Puja de nou a la Lliga ACB a la temporada 87/88, passant la temporada següent a denominar-se C.B. Gran Canaria en un intent de reivindicar el Club com exponent del lloc d'on és la seva massa social. Durant seu retorn a l'ACB, estrena nou pavelló el setembre de 1988, el Centro Insular de Deportes (pista on encara disputa els seus partits oficials). Després de dues temporades a la Lliga ACB, va descendir novament a la Primera Divisió B per recuperar de nou la seva plaça a la màxima categoria en la temporada 91/92.
Per exigències del Consell Superior d'Esports es fa obligatòria la transformació del club en Societat Anònima Esportiva, la qual es constitueix el 30 de juny de 1992 després d'un suport incondicional per part de les institucions locals (Cabildo Insular, Ajuntament…) i l'accionariat privat. Després de diverses temporades a la categoria de plata del bàsquet espanyol (Primera Divisió i Lliga EBA), a la temporada 94/95, l'actual Gran Canària aconseguia el campionat de la Lliga EBA i l'ascens automàtic per quarta vegada a la Lliga ACB. Des de llavors ha militat a la màxima categoria del bàsquet espanyol de forma ininterrumpuda.
La temporada 06/07 va suposar la dotzena participació consecutiva a la lliga ACB. Va ser la temporada on es va obtenir el major nombre de victòries (23) i en la qual es va aconseguir romandre imbatibles en tota la segona volta de la fase regular de l'ACB, en el Centro Insular de Deportes.
El Gran Canaria va participar per sisè any als play-off (cinquè any consecutiu), a la fase final de la Copa del Rei (cinquena temporada i tercera consecutiva) i un any més (el tercer) en competició europea, la ULEB EuroCup.
Durant la temporada 07/08 no s'aconsegueixen els objectius inicials, quedant fora de la fase final de la Copa del Rei i dels play-off finals, obtenint un novè lloc que permet al club participar en la ULEB EuroCup.
El 01-05-2014 es juga el primer partit en el nou pavelló construït per al Campionat_del_Món_de_bàsquet_masculí_de_2014 que l'enfrontà al FC Barcelona.

## Historial a la Lliga (des de 1962 a 2014)
| Temporada                | Categoria       | Lloc | Balanç | Playoff                                     | Resultats                                                                        |
| Col·legi Claret          |                 |      |        |                                             |                                                                                  |
| 1962-1963                | Segona Divisió  | 7º   |        |                                             |                                                                                  |
| 1963-1964                | Segona Divisió  | 9º   |        |                                             |                                                                                  |
| 1964-1965                | Segona Divisió  | 7º   |        |                                             |                                                                                  |
| 1965-1966                | Segona Divisió  | 8º   |        |                                             |                                                                                  |
| 1966-1967                | Segona Divisió  | 10º  |        |                                             |                                                                                  |
| 1967-1968                | Segona Divisió  | 7º   |        |                                             |                                                                                  |
| 1968-1969                | Segona Divisió  | 8º   |        |                                             |                                                                                  |
| 1969-1970                | Segona Divisió  | 9º   |        |                                             |                                                                                  |
| 1970-1971                | Segona Divisió  | 10º  |        |                                             |                                                                                  |
| 1971-1972                | Segona Divisió  | 10º  |        |                                             |                                                                                  |
| 1972-1973                | Segona Divisió  | 9º   |        |                                             |                                                                                  |
| 1973-1974                | Segona Divisió  | 9º   |        |                                             |                                                                                  |
| 1974-1975                | Segona Divisió  | 9º   |        |                                             |                                                                                  |
| 1975-1976                | Segona Divisió  | 7º   |        |                                             |                                                                                  |
| 1976-1977                | Segona Divisió  | 7º   |        |                                             |                                                                                  |
| 1977-1978                | Segona Divisió  | 7º   |        |                                             |                                                                                  |
| 1978-1979                | Segona Divisió  | 8º   |        |                                             |                                                                                  |
| 1979-1980                | Segona Divisió  | 9º   |        |                                             |                                                                                  |
| 1980-1981                | Segona Divisió  | 10º  |        |                                             |                                                                                  |
| 1981-1982                | Segona Divisió  | 10º  |        |                                             |                                                                                  |
| 1982-1983                | Segona Divisió  | 7º   |        |                                             |                                                                                  |
| 1983-1984                | Primera B       | 10º  |        |                                             |                                                                                  |
| 1984-1985                | Primera B       | 1º   |        |                                             |                                                                                  |
| Claret Las Palmas        |                 |      |        |                                             |                                                                                  |
| 1985-1986                | Lliga ACB       | 15º  | 7-21   | Derrota en Primera Ronda                    | Claret Bofill Las Palmas 1 - Cajamadrid 2                                        |
| 1986-1987                | Primera B       | 5º   |        |                                             |                                                                                  |
| 1987-1988                | Primera B       | 2º   |        |                                             |                                                                                  |
| Gran Canaria             |                 |      |        |                                             |                                                                                  |
| 1988-1989                | Lliga ACB       | 18º  | 17-19  | Victòria Primera Ronda                      | Gran Canaria 3 - Valvi Girona 0                                                  |
| 1989-1990                | Lliga ACB       | 23º  | 13-23  | Derrota Primera Ronda Derrota Segona Ronda  | Puleva Granada Baloncesto 3 - Gran Canaria 1 Caja Orense 3 - Gran Canaria 1      |
| 1990-1991                | Primera Divisió | 1º   |        |                                             |                                                                                  |
| 1991-1992                | Lliga ACB       | 23º  | 10-24  | Derrota Primera Ronda Derrota Segona Ronda  | Ferrys Llíria 3 - Gran Canaria 2 Gran Canaria 2 - Collado Villalba 3             |
| 1992-1993                | Primera Divisió | 5º   |        |                                             |                                                                                  |
| 1993-1994                | Primera Divisió | 5º   |        |                                             |                                                                                  |
| 1994-1995                | Lliga EBA       | 1º   |        |                                             |                                                                                  |
| 1995-1996                | Lliga ACB       | 14º  | 16-22  |                                             |                                                                                  |
| 1996-1997                | Lliga ACB       | 12º  | 17-17  |                                             |                                                                                  |
| 1997-1998                | Lliga ACB       | 10º  | 15-19  |                                             |                                                                                  |
| 1998-1999                | Lliga ACB       | 14º  | 13-21  |                                             |                                                                                  |
| Canarias Telecom         |                 |      |        |                                             |                                                                                  |
| 1999-2000                | Lliga ACB       | 7º   | 19-15  | Derrota Quarts de Final                     | Reial Madrid Teka 3 - Canarias Telecom 0                                         |
| 2000-2001                | Lliga ACB       | 13º  | 12-22  |                                             |                                                                                  |
| 2001-2002                | Lliga ACB       | 16º  | 10-24  |                                             |                                                                                  |
| Auna Gran Canaria        |                 |      |        |                                             |                                                                                  |
| 2002-2003                | Lliga ACB       | 5º   | 21-13  | Derrota Quarts de Final                     | Adecco Estudiantes 3 - Auna Gran Canaria 0                                       |
| 2003-2004                | Lliga ACB       | 7º   | 17-17  | Derrota Quarts de Final                     | F.C. Barcelona 3 - Auna Gran Canaria 1                                           |
| Gran Canària             |                 |      |        |                                             |                                                                                  |
| 2004-2005                | Lliga ACB       | 8º   | 19-15  | Derrota Quarts de Final                     | Tau Cerámica 3 - Gran Canaria 1                                                  |
| Gran Canaria Grupo Dunas |                 |      |        |                                             |                                                                                  |
| 2005-2006                | Lliga ACB       | 5º   | 20-14  | Derrota Quarts de Final                     | DKV Joventut 3 - Gran Canaria Grupo Dunas 0                                      |
| 2006-2007                | Lliga ACB       | 6º   | 21-13  | Derrota Quarts de Final                     | DKV Joventut 3 - Gran Canaria Grupo Dunas 2                                      |
| Kalise Gran Canaria      |                 |      |        |                                             |                                                                                  |
| 2007-2008                | Lliga ACB       | 9º   | 16-18  |                                             |                                                                                  |
| 2008-2009                | Lliga ACB       | 6º   | 20-12  | Derrota Quarts de Final                     | Unicaja Málaga 2 - Kalise Gran Canaria 1                                         |
| 2009-2010                | Lliga ACB       | 8a   | 17-17  | Derrota Quarts de Final                     | 2-0                                                                              |
| Gran Canaria 2014        |                 |      |        |                                             |                                                                                  |
| 2010-2011                | Lliga ACB       | 5a   | 21-13  | Derrota Quarts de Final                     | 2-0                                                                              |
| 2011-2012                | Lliga ACB       | 14a  | 13-21  |                                             |                                                                                  |
| Herbalife Gran Canaria   |                 |      |        |                                             |                                                                                  |
| 2012-2013                | Lliga ACB       | 7a   | 19-15  | Victòria Quarts de Final Derrota Semifinals | Laboral Kutxa 1-2 Herbalife Gran Canaria FC Barcelona 3-0 Herbalife Gran Canaria |
| 2013-2014                | Lliga ACB       | 5a   | 22-12  | Derrota quarts de final                     | Unicaja Màlaga 2-1 Herbalife Gran Canaria                                        |

### Historial en Competicions Europees (fins al 2009)
| Temporada                             | Competició                            | Resum                                                                                | Resultats                                                                           |
| 2000-01                               | Copa Korac                            | Eliminat a la Segona Ronda eliminatòria                                              | vs Portugal Telecom (72-66 / 82-75)                                                 |
| 2003-04                               | ULEB EuroCup                          | Classificat Primera Fase Eliminat en Vuitens de Final                                | 2º Lloc (7-3) vs Reial Madrid (87-68 / 63-61)                                       |
| 2004-05                               | ULEB EuroCup                          | Eliminat a la Primera Fase                                                           | 3º Lloc (6-4)                                                                       |
| 2005-06                               | FIBA Eurocup                          | Eliminat a la Primera Fase                                                           | 3º Lloc (3-3)                                                                       |
| 2006-07                               | ULEB EuroCup                          | Classificat en Primera Fase Eliminat en Vuitens de Final                             | 4º Lloc (5-5) vs BC FMP (84-88 / 70-64)                                             |
| 2007-08                               | ULEB EuroCup                          | Classificat Primera Fase Victòria en Divuitens de Final Eliminat en Vuitens de Final | 1º Lloc (8-2) vs KK Bosna (89-82 / 89-69) vs Galatasaray Cafe Crown (99-74 / 88-79) |
| 2008-09                               | ULEB EuroCup                          | Classificat 2ª ronda prèvia Eliminat en 1a fase                                      | vs Benetton Friburgo (64-92/103-61) 4º Lloc (2-4)                                   |
| Balanç total en competicions europees | Balanç total en competicions europees | Balanç total en competicions europees                                                | 37 victòries - 26 derrotes                                                          |